# RFX2
RFX2‏ (Regulatory factor X2) هوَ بروتين يُشَفر بواسطة جين RFX2 في الإنسان.